# Scott Sims
Scott Alan Sims (Kirksville, 18 aprile 1955) è un ex cestista statunitense, professionista nella NBA.

## Carriera
Venne selezionato dai San Antonio Spurs al quinto giro del Draft NBA 1977 (103ª scelta assoluta).